# هجوم نير عوز
هجوم نير عوز أحد صور الهجوم التي نفذتها المقاومة الفلسطينية علي البلدات الإسرائيلية في غلاف غزة في السابع من أكتوبر 2023م.

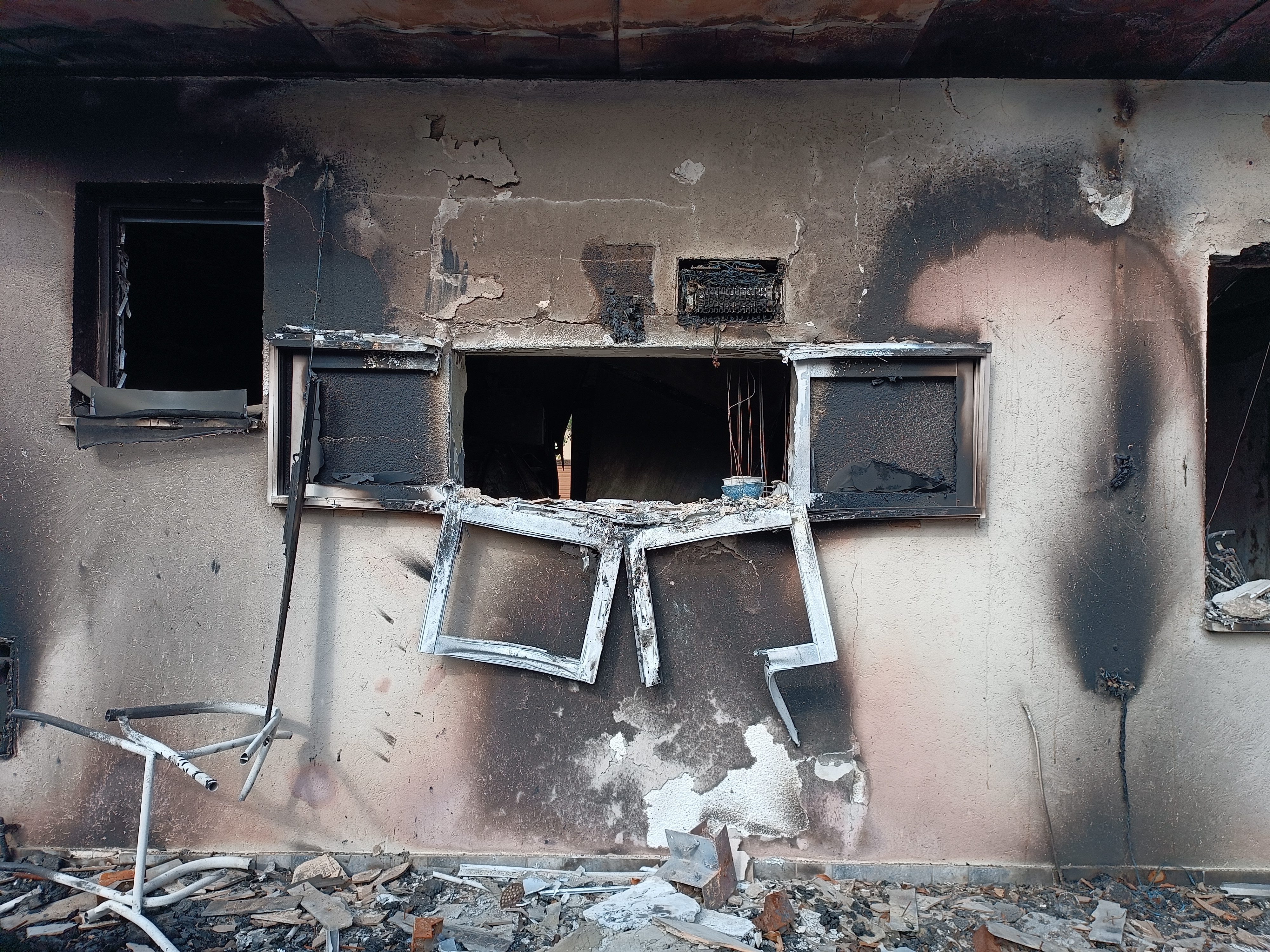

## خلفية
نير عوز عبارة عن كيبوتس في جنوب إسرائيل، يقع في صحراء النقب الشمالية الغربية، تغي مساحته حوالي 20 الف دونم، ويخضع لولاية مجلس إقليمي إشكول. عدد سكانها قليل إذ بلغ في 2018م حوالي 392 نسمة مناصفة ما بين الذكور والإناث. وهذه البلدة الزراعية التعاونية تقع على حدود قطاع غزة ، في المنطقة التي تعرف بغلاف غزة.

## هجوم المقاومة
هاجمت المقاومة الفلسطينية بلدة نير عوز ضمن سلسلة الهجمات التي قامت بها في السابع من أكتوبر في العملية الحربية المسماه بـ "طوفان الأقصى" ، وقد أسفر الهجوم على كيبوتس نير عو، عن أسر ربع سكان البلدة تقريبا ، وخلف من وراءه عشرات القتلى وصور متعددة من الدمار. ويعد هجوم نير عوز هو الاعنف والاشد بين سلسلة الهجمات التي نفذتها المقاومة ، ومن المجمعات السكنية الأكثر تضررًا، وقد انطلق الهجوم على نير عوز من منطقة بلدة خزاعة.

## الرد الإسرائيلي
على الفور قام الجيس الاسرائيلي بإجلاء بقية سكان كيبوتس نير عوز الذين ظلوا على قيد الحياة، كما قام بشن غارات عنيفة على منطقة خربة خزاعة التي انطلق منها الهجوم باتجاه نير عوز في عملية تسمى "عوز ونير). وبشكل عام قادت إسرائيل حرب شرسة ضد قطاع غزة من الجو والبحر والبر، بدعم عسكري من الولايات المتحدة الأمريكية، ودعم استخباراتي من بريطانيا، قتلت خلالها عشرات الآلاف من المواطنين، وهدمت الآلاف من المنازل والمؤسسات الصحية وكل ما يخص البنى التحتية لقطاع غزة، وشردت غالبية سكان قطاع غزة ، وتركت وراءها دمارًا غير مسبوق

## ألبوم الصور

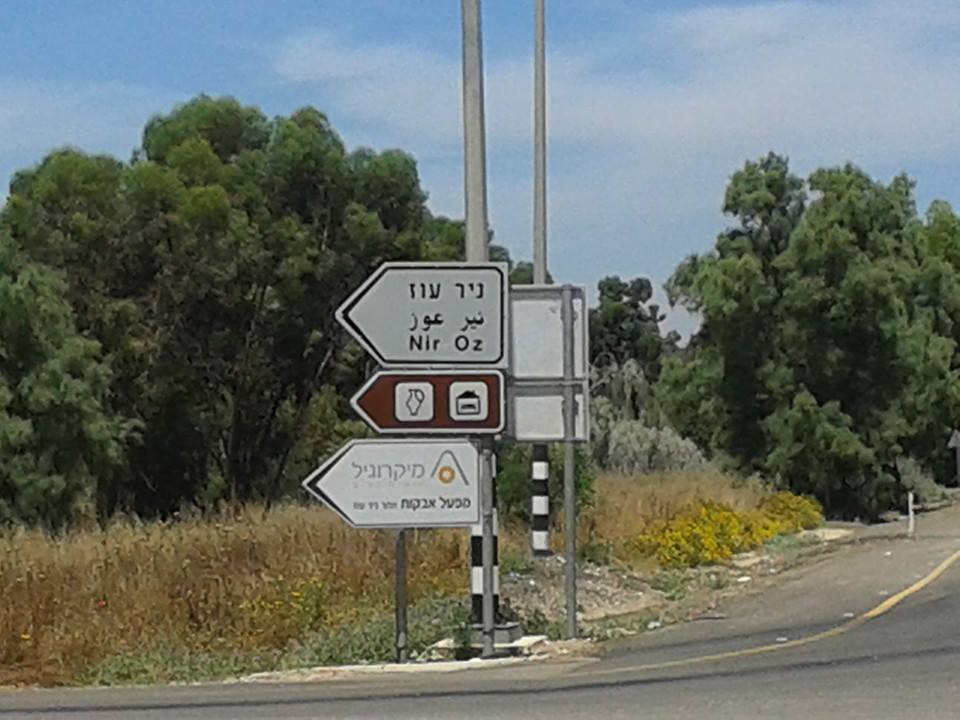
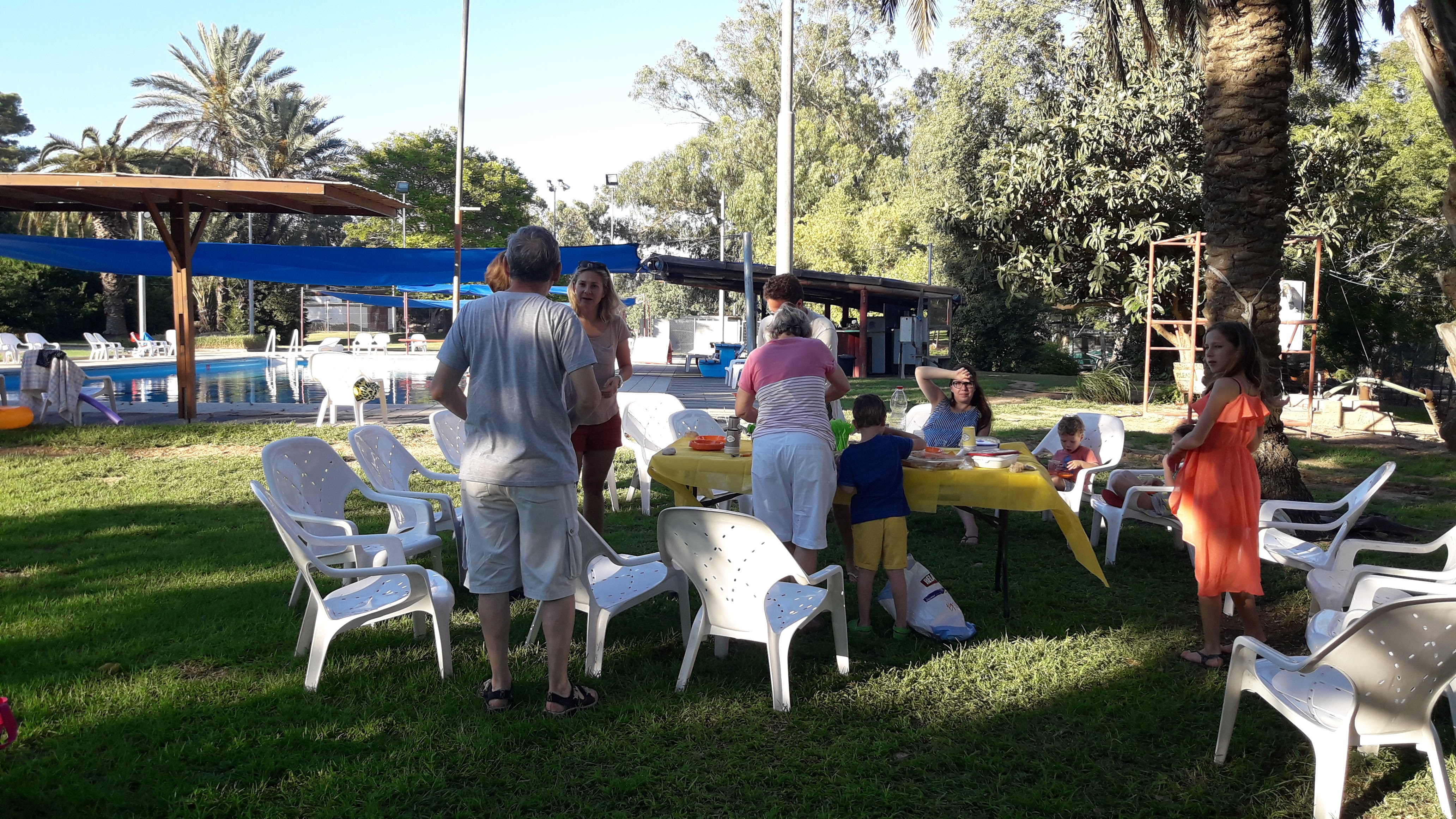
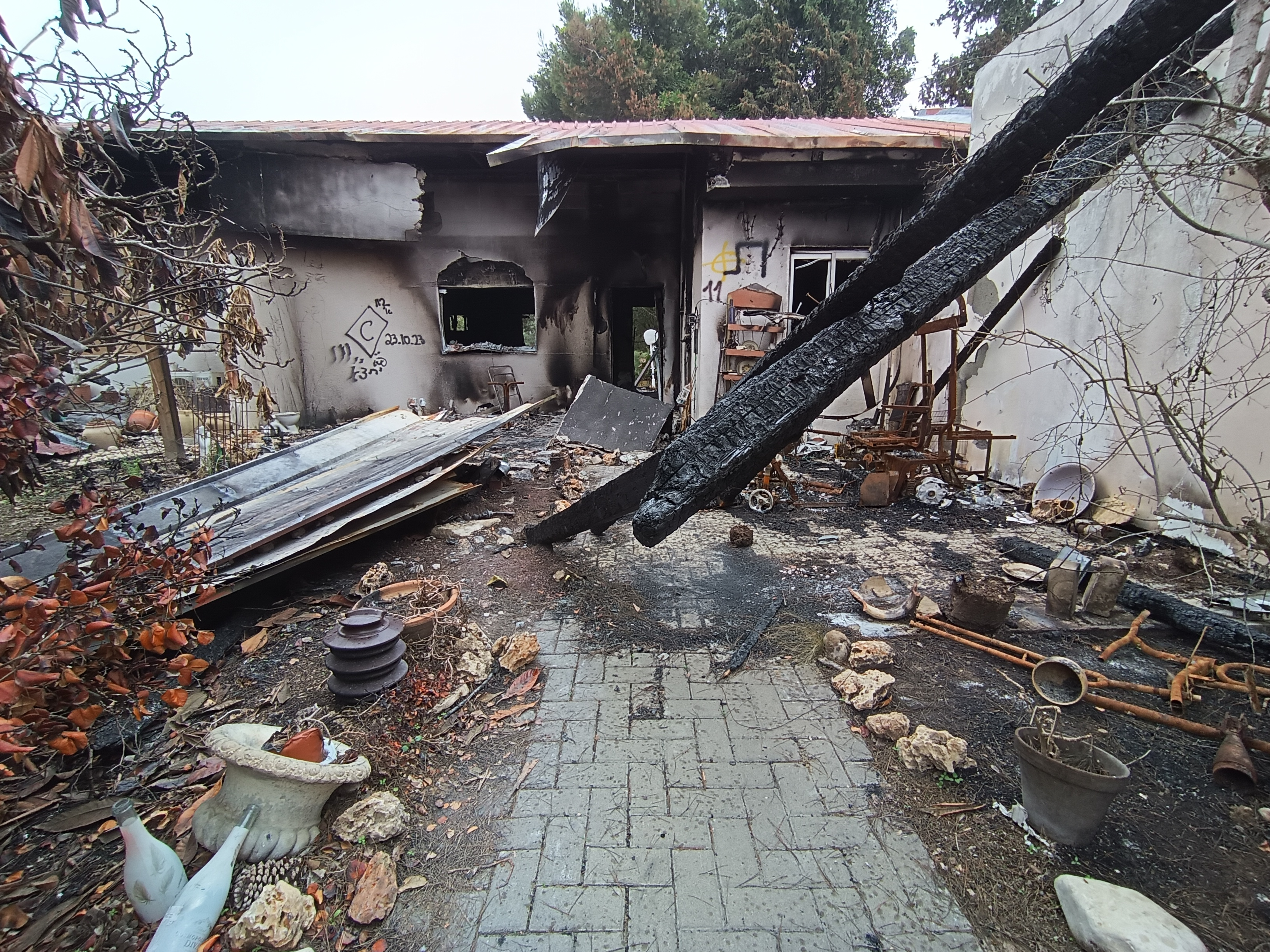
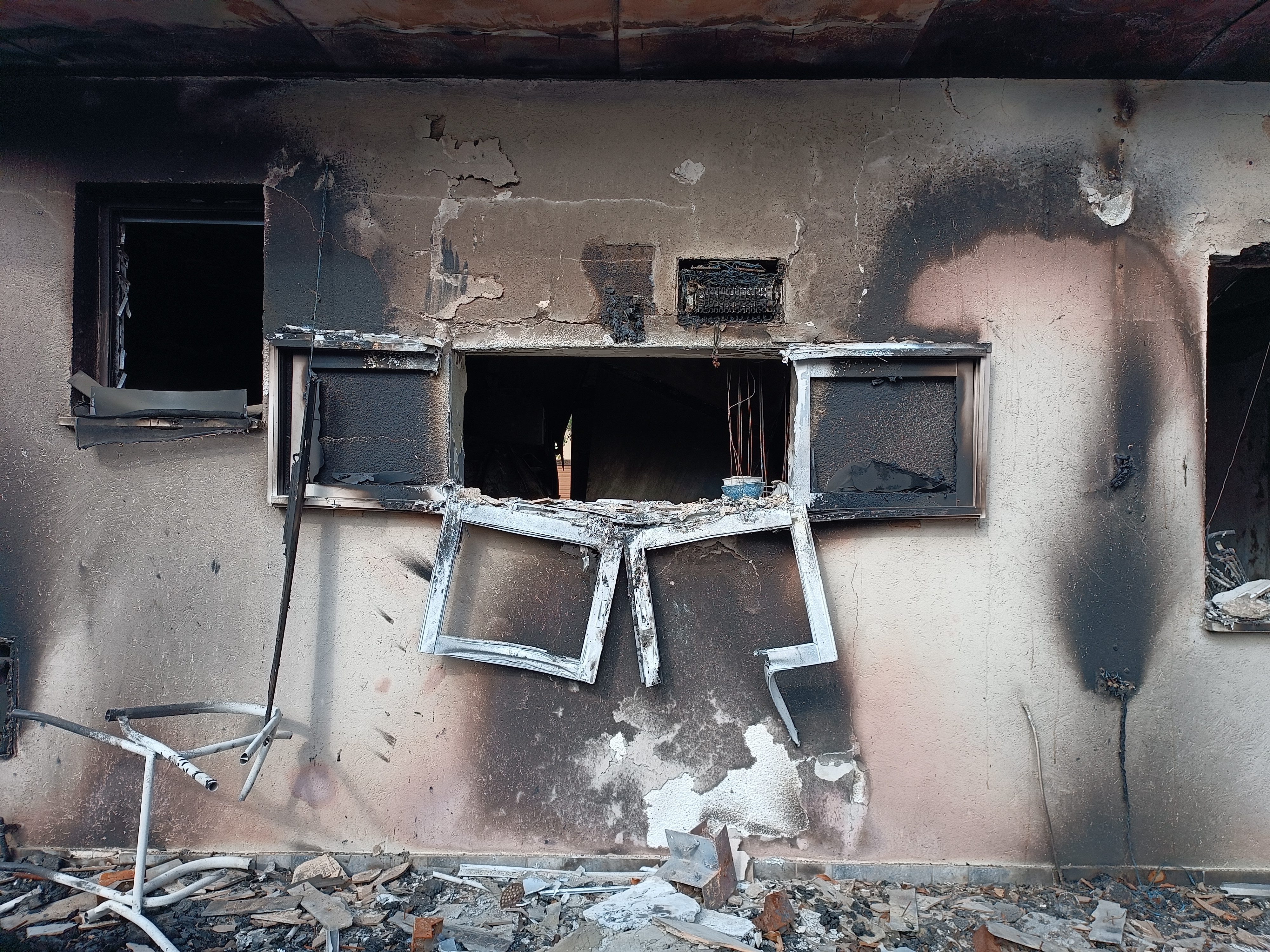
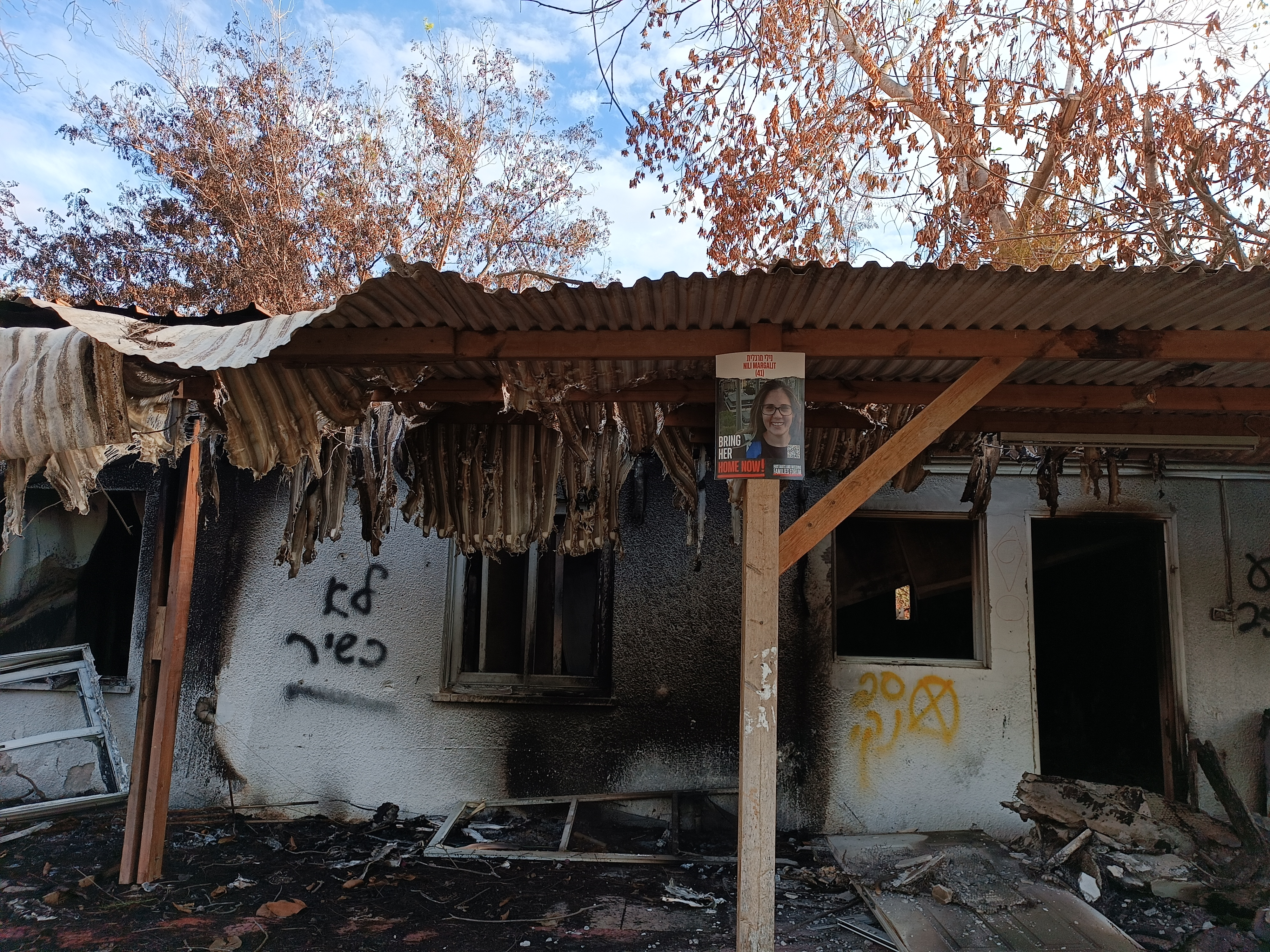
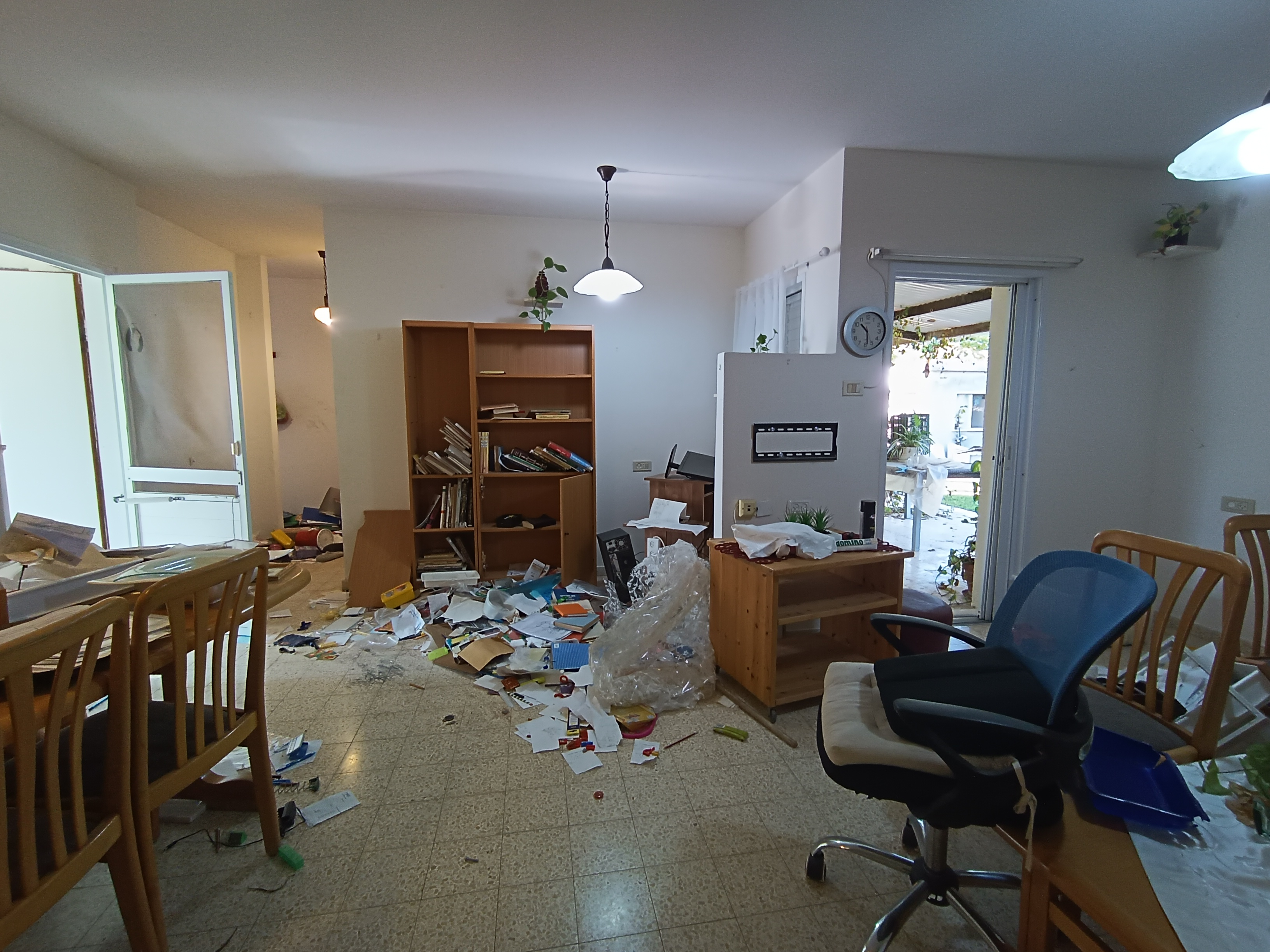
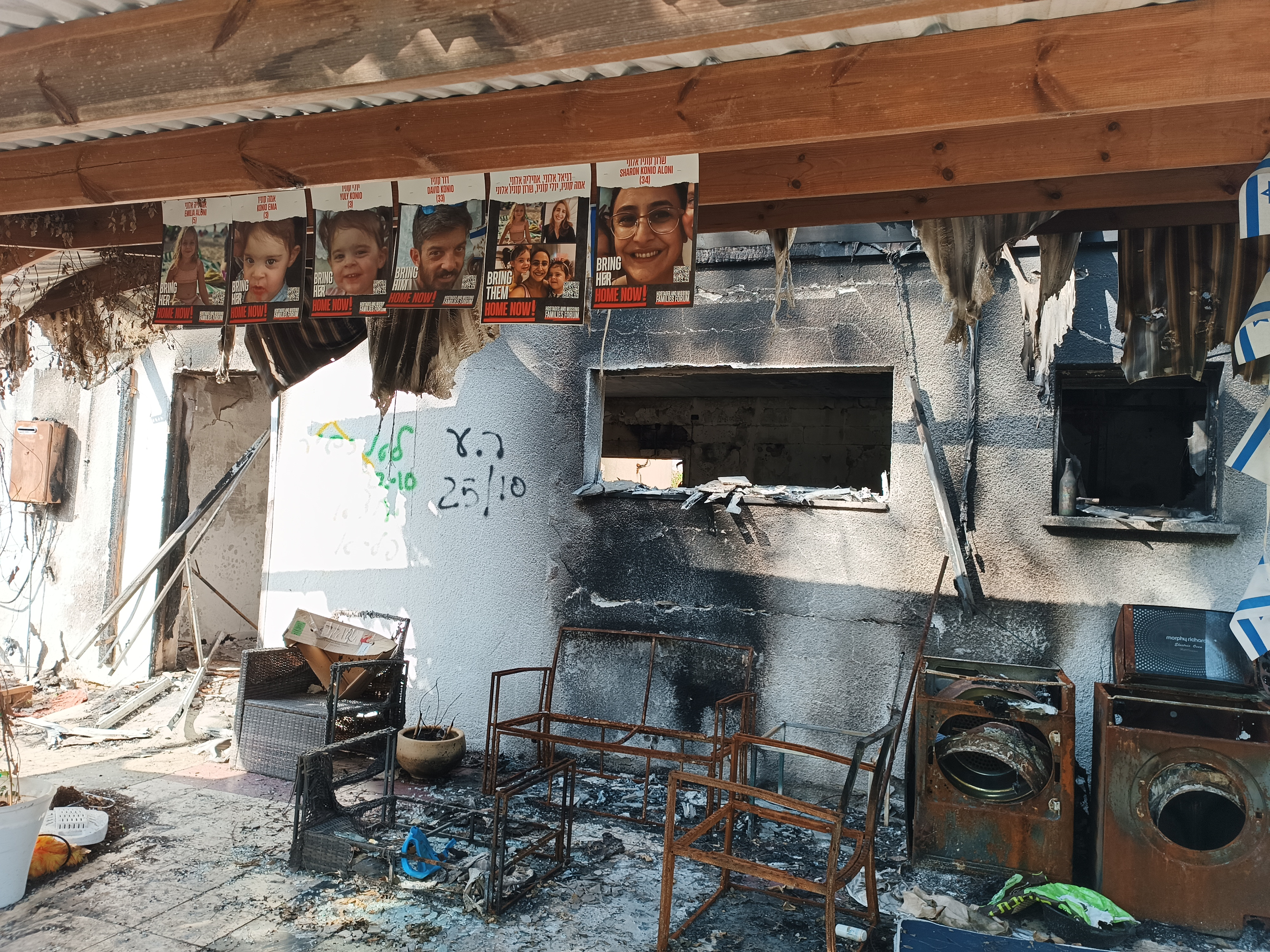

## أنظر ايضًا
- هجوم كيسوفيم
- هجوم بئيري
- هجوم نتيف عشرة
- هجوم كفار عزة
- هجوم علوميم